# Општина Синешти (Валча)
Синешти (рум. Sineşti) општина је у Румунији у округу Валча.
Oпштина се налази на надморској висини од 286 m.